# Hayati Yazıcı
 (signalé en mai 2025).
Si vous disposez d'ouvrages ou d'articles de référence ou si vous connaissez des sites web de qualité traitant du thème abordé ici, merci de compléter l'article en donnant les références utiles à sa vérifiabilité et en les liant à la section « Notes et références ».
- Archive Wikiwix
- Bing
- Cairn
- DuckDuckGo
- E. Universalis
- Gallica
- Google
- G. Books
- G. News
- G. Scholar
- Persée
- Qwant
- (zh) Baidu
- (ru) Yandex
- (wd) trouver des œuvres sur Wikidata

Hayati Yazıcı né le 23 mai 1952 à Çayeli, est un avocat et homme politique turc.
Diplômé de la faculté de droit de l'Université d'Istanbul. Il travaille comme juge à Çayırlı, à Mihalıççık et à Kargı. Dès 1984 il commence à travailler comme avocat et il devient conseiller et avocat de Recep Tayyip Erdoğan. Il cofonde le Parti de la justice et du développement en 2001. Vice-président de ce parti chargé des fédérations (2002-2007) et chargé des affaires politiques et juridiques (depuis 2016), député d'Istanbul (2002-2011 et 2015-2018) et de Rize (2011-2015 et depuis 2018), vice-premier ministre (2007-2009), ministre d'État (2009-2011) et ministre des douanes et du commerce (2011-2014).